# Einunddreißig
Die Einunddreißig (31) ist die natürliche Zahl zwischen Dreißig und Zweiunddreißig. Sie ist ungerade und eine Primzahl.

## Mathematik
Einunddreißig ist die dritte Mersenne-Primzahl {\displaystyle (2^{5}-1)}.
Einunddreißig ist eine zentrierte Dreieckszahl, eine zentrierte Fünfeckszahl sowie eine zentrierte Zehneckszahl.

31 ist, u. a., eine zentrierte Fünfeckszahl.

Für das Steinerbaumproblem ist einunddreißig die Anzahl der möglichen Steiner-Topologien für Steinerbäume mit 4 Endpunkten.
Einunddreißig ist zudem eine fröhliche Zahl und eine glückliche Zahl.
Darüber hinaus ist 3110 eine Devlali-Zahl, das heißt, sie kann nicht aus der Summe einer anderen ganzen Zahl sowie deren Ziffern generiert werden.
31, 331, 3331, 33331, 333331, 3333331 und 33333331 sind sämtlich Primzahlen. Es wurde daher angenommen, dass jede Zahl der Form 3w1 eine Primzahl darstellt. Diese Annahme ist heute widerlegt, da die nächsten neun Beispiele dieser Reihe keine Primzahlen sind:
- 333333331 = 17 × 19607843
- 3333333331 = 673 × 4952947
- 33333333331 = 307 × 108577633
- 333333333331 = 19 × 83 × 211371803
- 3333333333331 = 523 × 3049 × 2090353
- 33333333333331 = 607 × 1511 × 1997 × 18199
- 333333333333331 = 181 × 1841620626151
- 3333333333333331 = 199 × 16750418760469 und
- 33333333333333331 = 31 × 1499 × 717324094199.

## Wissenschaft

### Chemie
31 ist die Ordnungszahl von Gallium.

### Astronomie
- die Andromedagalaxie ist im Messier-Katalog als M31 verzeichnet
- NGC 31 bezeichnet eine Spiralgalaxie im Sternbild Phönix

## Kultur und Sprache
Einunddreißig ist der Name zweier Glücksspiele mit Spielkarten, nämlich für:
- das alte französische Spiel Trente-et-un, aus dem später Siebzehn und Vier und Black Jack hervorgegangen sind und
- das Kartenspiel Schwimmen.

Als 31er wird in der Jugendsprache ein Verräter oder Nestbeschmutzer bezeichnet. Der Begriff bezieht sich ursprünglich auf §31 des Betäubungsmittelgesetzes.

## Trivia
- Die Anzahl an Dreiklängen in der Musik (12 große, 12 kleine, 4 verminderte und 3 übermäßige).
- Die Anzahl an Tagen der Monate Januar, März, Mai, Juli, August, Oktober und Dezember.
- Die internationale Telefonvorwahl der Niederlande.
- ISO 31 ist ein internationaler Standard für Größen und Einheiten.
- Der Titel eines Buches von Gerald Ganglbauer: „Einunddreißig“ (2015).
- Der Titel eines Buches von Nick Hornby: „31 Songs“ (2003).
- Département Haute-Garonne ist das 31. französische Département.
- Villa 31, Elendssiedlung in Buenos Aires